# کورگان (شهرستان بلاگووشچنسکی، سرزمین آلتای)
کورگان (به لاتین: Kurgan) یک منطقهٔ مسکونی در روسیه است که در سرزمین آلتای واقع شده‌است.